# Мацкявичюс, Гедрюс Казимирович
Ге́дрюс Казими́рович Мацкя́вичюс (лит. Giedrius Mackevičius; 18 мая 1945, Литовская ССР — 13 января 2008, Москва) — советский, литовский и российский театральный режиссёр. Основоположник направления сценического искусства — пластической драмы. Создатель «Театра пластической драмы». Заслуженный артист РФ (1996).
Отец российского тележурналиста Эрнеста Мацкявичюса.

## Биография
Гедрюс Мацкявичюс родился в деревне Грибенай в Литве. Мать Эмилия Мацкявичене была учителем, умерла в 40 лет от рака. Отец Казис Мацкявичюс, также учитель по профессии, оставил семью ещё до рождения Гедрюса. 
После школы по настоянию матери Гедрюс поступил в Вильнюсский университет, на химический факультет (кафедра биохимии), который окончил с красным дипломом, но по специальности не работал. Во время обучения в университете Гедрюс играл в Вильнюсском молодёжном театре, в 1967 году был удостоен звания «Лучший мим Прибалтики». Позднее играл в «Ансамбле пантомимы» под руководством Модриса Тенисона. Руководил самодеятельным литературным театром при Дворце профсоюзов в Каунасе.
Поступил на режиссёрский факультет в ГИТИС в Москве. Курсом руководила Мария Кнебель, ученица Станиславского.
Ещё будучи студентом ГИТИСа, начиная с 1973 года, Гедрюс Мацкявичюс руководил самодеятельной студией пантомимы при Доме культуры Института атомной энергии имени И. В. Курчатова. Позже на основе студии был создан Московский театр пластической драмы который просуществовал 16 лет. Своего помещения у театра не было, труппа играла спектакли на разных площадках. Несмотря на то, что в театр Гедрюса Мацкявичюса вошли только непрофессиональные актёры, впоследствии театр успешно выступал в СССР, Российской Федерации и гастролировал в зарубежных странах.
Взгляд, жест, поза, едва уловимое движение тела «обнажают» человека неизмеримо больше, чем это могут сделать слова. Термин «пластическая драма» хотя и является неологизмом, наиболее точно определяет суть нашего театра, его спектаклей, драматических в своей основе, но построенных только на пластических средствах выражения. Согласитесь, именно безмолвие сопутствует всем крайним, кульминационным моментам человеческой жизни…
Скончался в Москве 13 января 2008 года. Похоронен в Литве на кладбище в родной деревне, рядом с могилой матери.

## Премии и награды
- Лучший мим Прибалтики (1967)
- Заслуженный артист РФ (1996)

## Спектакли
- 1975 — «Преодоление» (Премьера спектакля «Преодоление» о жизни и творчестве Микеланжело Буанарроти в Московском Театре пластической драмы состоялась в 1975 году) https://www.youtube.com/watch?v=BY-ctKw5ubk
- 1976 — «Звезда и смерть Хоакина Мурьеты» (Премьера спектакля «Звезда и смерть Хоакина Мурьеты» по одноимённой пьесе Пабло Неруды в Московском Театре пластической драмы состоялась в 1976 году)
- 1977 — «Вьюга» (Премьера спектакля «Вьюга» по мотивам поэмы А. Блока «Двенадцать» в Московском Театре пластической драмы состоялась в 1977 году)
- 1977 — «Блеск золотого руна» (Премьера спектакля «Блеск золотого руна» о герое античном и современном в Московском Театре пластической драмы состоялась в 1977 году)
- 1978 — «Просека» Е. А. Евтушенко (Московский Литературно-драматический театр ВТО)
- 1979 — «Времена года» (Премьера спектакля «Времена года» по мотивам сказок Х. К. Андерсена в Московском Театре пластической драмы состоялась в 1979 году) https://www.youtube.com/watch?v=LM37Su-gAkE
- 1981 — «Красный конь(Погоня)» (Премьера спектакля «Красный конь (Погоня)» по произведениям живописи конца XIX — начала XX веков в Московском Театре пластической драмы состоялась в 1981 году)
- 1984 — «Желтый звук» (Премьера спектакля «Желтый звук» по мотивам театрализованной притчи Василия Кандинского в Московском Театре пластической драмы состоялась 6 января в 1984 году)
- 1984 — «И дольше века длится день» по мотивам одноимённого романа Ч. Т. Айтматова
- 1987 — «Глазами слышать-высший ум любви» (Премьера спектакля «Глазами слышать-высший ум любви» по мотивам сонетов Вильяма Шекспира в Московском Театре пластической драмы состоялась в 1987 году)
- 1988[2] г. режиссёр из Индии Анамика Хаксар по собственной инсценировке и под руководством Мацкявичюса поставила в Театре пластической драмы спектакль «Воспоминание о Кришне» по мотивам «Махабхараты» и индийских легенд.
- 1988 — «Лабиринты» (премьера спектакля «Лабиринты» Музыка Альфреда Шнитке в Московском Театре пластической драмы состоялась в 1988 году) https://www.youtube.com/watch?v=rfv6Mmx6egk
- «Балаганчик»
- «Баллада о Земле»
- «Семь танго до вечности»
- 1993 — «Песнь песней» (Премьера спектакля «Песнь песней» по мотивам «Книги песней Соломона» в Театре им. А. С. Пушкина состоялась в 1993 году)
- 1994 — «Печаль цвета»
- 1994 — «Принцесса Брамбилла» (поставлен в Театре им. А. С. Пушкина к 80-летию Камерного театра Александра Таирова)
- 1995 — «…И разбитое зеркало»
- 1998 — «Я буду ждать тебя…» (Премьера музыкального спектакля по собственному сценарию на музыку Марии Фёдоровой состоялась в помещении Московского Молодёжного театра)[3]
- 2001 — «Принцесса Брамбилла» (новая постановка — Одесский украинскоий музыкально-драматический театр)
- 2006 — «Пошли мне сад…» (Премьера поэтического спектакля по произведениям Марины Цветаевой был поставлен в «Театре Поэзии» на двух исполнителей: Веру Смоляницкую и Анатолия Бочарова).

## Сочинения
- Мацкявичюс Г. Преодоление. — М.: РИПОЛ классик, 2010. — 544 с.: ил.

## Известные ученики
- Павел Брюн — хореограф, постановщик шоу. Более 10 лет режиссёр-постановщик цирка «Дю Солей». Неоднократный участник и победитель международных фестивалей и конкурсов циркового искусства в Италии, Франции, Монако и др.
- Валентин Гнеушев — известный российский цирковой режиссёр и хореограф
- Игорь Афончиков — театральный режиссёр, режиссёр по пластике (Малый театр, Ленком, театр Луны, театр им. А. С. Пушкина), педагог по актёрскому мастерству и сценическому движению, художественный руководитель «Актёрской лаборатории Игоря Афончикова».
- Владимир Ананьев — режиссёр и педагог по пластике. Ведёт курсы по актёрскому мастерству и пластике в России, Англии, Франции, Эстонии, Литве. Сейчас работает в театре клоунады Терезы Дуровой.
- Сергей Лобанков — режиссёр по пластике. Ведёт практические курсы в Германии, Швейцарии, Италии, Испании, Юж. Корее.
- Юрате Микшите — солистка «Театра пластической драмы», известный педагог по пластике, живёт в США (2016).
- Сергей Цветков — режиссёр театра, телевидения, массовых мероприятий, театрализованных представлений и шоу-программ.[4]